# Charles Tucker III
Pour les articles homonymes, voir Tucker.
Charles Tucker III, surnommé Trip, est un personnage appartenant à l'univers de fiction de Star Trek et plus particulièrement de la série Star Trek: Enterprise. Il est interprété par Connor Trinneer.

## Biographie
Chef ingénieur de l'Enterprise NX-01, Charles « Trip » Tucker III (troisième du nom, « Trip » étant un diminutif de « Triple ») est originaire du sud des États-Unis. Il met volontiers en avant sa personnalité enjouée afin de se faire apprécier des gens qui l'entourent.
« Trip » rejoint Starfleet en 2139 et ses talents en matière d'ingénierie lui permettent rapidement de travailler dans l'équipe du capitaine Jefferies en qualité de lieutenant. En 2143, il rencontre Jonathan Archer dont il devient l'un des plus proches amis. Il lui sauvera d'ailleurs la vie en 2147 après avoir travaillé à ses côtés en compagnie du commandeur A.G. Robinson afin de démontrer aux Vulcains la fiabilité des moteurs à distorsion terriens.
Du désert australien à ceux de Titan, Archer et Tucker ne cessent de s'entraider et sont finalement affectés ensemble à bord de l'Enterprise NX-01 en 2151.
Tucker possède un sens de l'humour décalé et manie couramment le sarcasme. Brillant ingénieur et excellent officier, il a cependant une expérience extrêmement limitée des cultures extraterrestres lorsqu'il quitte la Terre à bord de l'Enterprise NX-01 et se montre du même coup très maladroit lorsqu'il s'agit de prendre contact avec de nouvelles civilisations.
Comme Archer, il est par ailleurs fan de water polo. Son plat préféré est le poisson-chat.
Il s'est toujours senti très proche de sa sœur Elisabeth dont le destin funeste (elle fait partie des victimes de l'attaque des Xindis contre la Terre) va contribuer à endurcir son caractère. 
En 2154, Charles Tucker III sert temporairement à bord du Columbia NX-02 sous le commandement du capitaine Erika Hernandez avant de rejoindre de façon définitive le bâtiment de Jonathan Archer (l'Enterprise nécessitant des réparations qu'il est seul capable de mener à bien).
Sur le plan sentimental, « Trip » Tucker a notamment connu une aventure sans lendemain avec Madeline, la sœur de Malcolm Reed. Durant les premières années de mission de l' Enterprise NX-01, il rencontre en outre de nombreuses représentantes de peuples plus exotiques les uns que les autres. Il tombe ainsi  involontairement enceint de l'une de ces conquêtes de passage, la Xirilienne Ah'len (cette grossesse hors du commun n'étant cependant pas menée à son terme dans son propre corps), avant de flirter avec la Kantare Liana puis avec Kaitaama, Première Monarque de la planète Krios Prime. Sa liaison la plus durable reste toutefois celle qu'il connaît avec sa coéquipière T'Pol.
De son ADN et de celui de sa compagne vulcaine naît une fille (prénommée Elisabeth en souvenir de la sœur de Trip) en 2154, mais l'enfant ne survit pas au processus de clonage dont elle est issue. Le couple ne résiste pas non plus à ce traumatisme et se sépare l'année suivante, Tucker et T'Pol restant dès lors de simples amis.
Charles « Trip » Tucker continue à officier à bord de l'Enterprise jusqu'en 2161 mais à la veille de la signature de la Charte de la Fédération, il se sacrifie afin de sauver la vie du capitaine Archer (aux prises avec de dangereux malfaiteurs qui se sont introduits sur son vaisseau). Les blessures dont il souffre s'avèrent incurables et il meurt dans l'infirmerie du vaisseau.